# Mons Argaeus
Der Mons Argaeus ist ein Berg auf der nordöstlichen Mondvorderseite am Rand des Mare Serenitatis. Südlich liegt der Krater Fabbroni, östlich ein Tal mit den Mondrillen Rima Carmen und Rima Rudolf. 
Sein mittlerer Durchmesser beträgt ungefähr 60 Kilometer.
Er wurde 1935 nach einem Gipfel in Kleinasien benannt, der heute Erciyes Dağı heißt. 